# Australasie

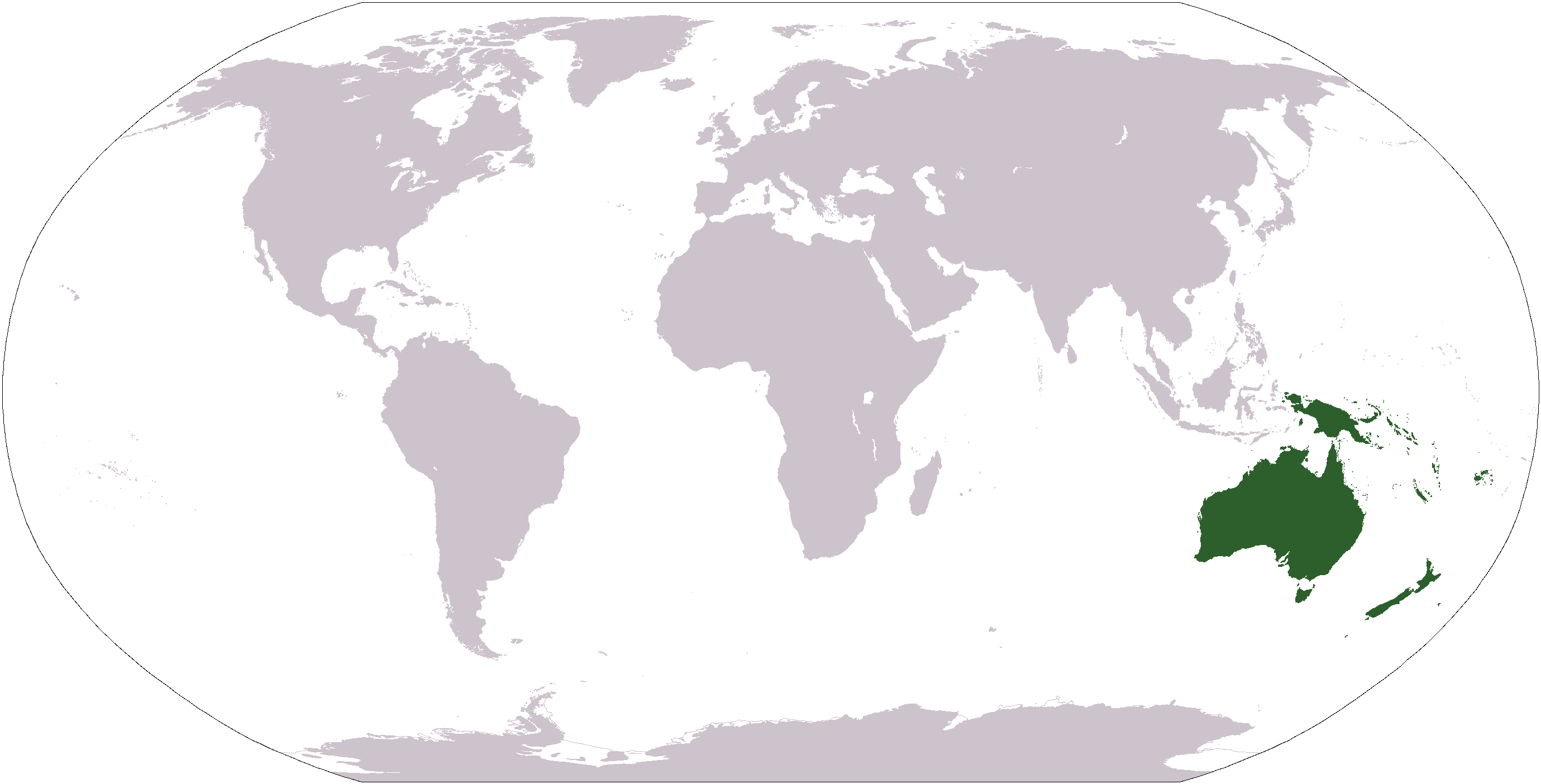
Australasie

Australasie je region Oceánie, který zahrnuje Nový Zéland, Austrálii, Novou Guineu a sousední ostrovy v Tichém oceánu. Termín byl poprvé použit Francouzem Charlesem de Brosses v publikaci Histoire des navigations aux terres australes z roku 1756. Odvodil ho z latiny pro území „jižně od Asie“ a definoval ho jako západně od Polynésie, severně od Terra Australis a jihozápadně od Mikronésie. 
Tento (v češtině řídce používaný) termín má i několik dalších možných významů a může zahrnovat:
- Austrálii, Nový Zéland, Novou Guineu a přilehlé ostrovy Melanésie, případně i části Indonésie[zdroj⁠?!]
- „Australii s Okeanií a Malajským archipelem“ („v anglickém pojetí“, Ottův slovník naučný, 1902)[1]
- často synonymní s Oceánií (aj. definice, Encyklopedie Britannica)[2]
- 1. Indonésie, 2. zeměpisný celek tvořený Austrálií, Oceánií a Indonésií dohromady (Slovník spisovného jazyka českého)[3]
- „archipel mezi Australií a Asií“ (Příruční slovník jazyka českého)[4]

## Další regiony Oceánie
- Melanésie
- Mikronésie
- Polynésie